# Calabarra
Calabarra, és una partida rural del municipi de Turís (Ribera Alta), a l'extrem occidental del terme, al nord de la serra de Montserrat i al voltant de la gran masia de Calabarra que li dona nom, a la valleta que forma el barranc de Cortitxelles, afluent del barranc de Torrent o rambla del Poio.
Esta situació geogràfica la fa fora de la vall del riu Magre o dels Alcalans. Els terrenys de la vall són de secà, però també hi ha regadiu al pla de la masia de Calabarra, on es cultiven tarongers, fruiters, dacsa, hortalisses i altres productes de camp. Els vessants de les muntanyes estan replets de xalets de segona residència, mentre que el pla la població es concentra al poblet de Cortitxelles a un parell de quilòmetres de la masia.